# I486
Intel 486 (tên gọi chính thức i486, đôi khi là 80486) là một vi xử lý 32-bit. Nó là phiên bản kế tiếp của Intel 386 với hiệu năng cao hơn. i486 được giới thiệu vào năm 1989. Nó đại diện cho thế hệ thứ tư trong dòng vi xử lý x86 kể từ 8086 được giới thiệu vào năm 1978.
i486 là thiết kế x86 đầu tiên với pipeline chặt chẽ, và cũng là chip x86 đầu tiên với hơn một triệu transistor. Nó tích hợp một cache lớn và một bộ xử lý dấu phẩy động.
Một chip i486 với xung 50 MHz xử lý khoảng 40 triệu dòng lệnh mỗi giây, tức nhanh hơn gấp đôi i386 trong cùng một chu kỳ. Tốc độ cải tiến của i486 đến từ pipeline năm giai đoạn của nó, tất cả các giai đoạn nằm trong một chu kỳ. Bộ xử lý dấu phẩy động của nó, i487, nhanh hơn đáng kể so với i387.
Kế tiếp i486 là phiên bản gốc của dòng xử lý Pentium.

## Lịch sử
i486 được công bố tại Spring Comdex vào tháng 4 năm 1989. Vào thời điểm đó, Intel nói rằng các bản mẫu sẽ có mặt vào quý ba và có thể phân phối với số lượng sản xuất vào quý bốn. PC dựa trên i486 đầu tiên được công bố vào cuối năm 1989.
Bản cập nhật lớn đầu tiên cho thiết kế i486 diễn ra vào tháng 3 năm 1992 với việc phát hành dòng nhân đôi xung nhịp 486DX2. Đây là lần đầu tiên tần số xung nhịp của lõi CPU được tách ra khỏi tần số xung nhịp của bus hệ thống, bằng cách sử dụng bộ nhân đôi xung bên trong, hỗ trợ các chip 486DX2 40 và 50 MHz. Phiên bản nhanh nhất của DX2 có xung nhịp 66 MHz và được phát hành vào tháng 8 cùng năm.
Bộ vi xử lý thế hệ thứ năm, Pentium, ra mắt năm 1993. Trong khi đó Intel vẫn tiếp tục sản xuất các chip i486, bao gồm 486DX4-100 với tốc độ xung nhịp được nhân ba (100 MHz) cùng cache L1 được tăng gấp đôi lên thành 16 KB.
Trước đó, Intel đã quyết định không cung cấp công nghệ 80386 và 80486 cho AMD. Tuy nhiên, AMD tin rằng thỏa thuận của hai công ty bao gồm cả 80386, vì nó là một mở rộng của 80286. AMD đã thiết kế ngược 386 và cho ra mắt chip Am386DX-40 40 MHz với giá thành thấp hơn và có mức tiêu thụ điện năng thấp hơn so với phiên bản tốt nhất của Intel, i386 33 MHz. Intel cố gắng ngăn cản việc AMD bán bộ vi xử lý, nhưng AMD đã dành chiến thắng trước tòa, giúp công ty khẳng định vị thế đối thủ cạnh tranh với Intel.
AMD tiếp tục tạo ra các chip giống Intel bằng việc phát hành Am486 thế hệ đầu tiên, vào tháng 4 năm 1993. Nó có tần số xung nhịp lần lượt là 25, 33 và 40 MHz. Chip thế hệ thứ hai  Am486DX2 với tần số xung nhịp 50, 66 và 80 MHz được phát hành một năm sau đó.
Các kiện cáo kéo dài từ năm 1987 của AMD chống lại Intel được giải quyết vào năm 1995, và AMD được phép đọc vi mã 80486 của Intel. Từ đó dẫn đến sự tồn tại của hai phiên bản bộ xử lý Am486: một phiên bản được thiết kế ngược từ vi mã của Intel, và phiên bản thứ hai sử dụng thiết kế phòng sạch của AMD. Tuy nhiên, vụ kiện cũng đi tới kết luận 80486 sẽ là thiết kế Intel cuối cùng mà AMD được phép sao chép.
Một nhà sản xuất 486 khác là Cyrix, một công ty chuyên sản xuất chip đồng xử lý cho các hệ thống 80286/386. Bộ xử lý Cyrix 486 đầu tiên, 486SLC và 486DLC, được phát hành vào năm 1992. Cả hai bộ xử lý Cyrix, do Texas Instruments sản xuất, lần lượt là các bản năng cấp cho 386SX/DX. Tuy nhiên, chúng không hẳn là Intel 486, do chỉ có 1 KB cache và không có bộ đồng xử lý toán học tích hợp. Năm 1993, Cyrix phát hành các bộ xử lý Cx486DX và DX2 với hiệu suất tương tự với Intel. Sau đó hai công ty kiện nhau, với việc Intel nộp đơn vi phạm bằng sáng chế và Cyrix nộp đơn kiện chống độc quyền. Năm 1994, Cyrix thắng kiện vi phạm bằng sáng chế và bác đơn chống độc quyền.
Vào năm 1995 cả Cyrix và AMD đều bắt đầu nhắm tới một bộ phận người dùng muốn nâng cấp bộ vi xử lý của họ. Cyrix phát hành một bộ xử lý dựa trên 486 với tên gọi 5x86. Nó sử dụng lõi Cyrix M1, có tốc độ xung nhịp lên tới 120 MHz, dành cho các bo mạch chủ 486 Socket 3. AMD phát hành bản nâng cấp Am5x86 133 MHz, về cơ bản là chip 80486 được cải tiến với bộ nhớ đệm gấp đôi và bộ nhân bốn xung nhịp, dành cho các bo mạch chủ 486DX thời đầu. Am5x86 còn là bộ xử lý đầu tiên được quảng cáo là có hiệu năng tương đương với một chip Pentium 75 MHz. Kingston Technology cũng ra mắt một bản nâng cấp tên là  'TurboChip' cho các hệ thống 486, sử dụng một Am5x86 133 MHz.
Intel đáp trả bằng cách tạo ra một chip nâng cấp cho 486 với tên gọi Pentium OverDrive. Nó là một lõi Pentium đã được sửa đổi để chạy với xung nhịp lên đến 83 MHz trên các bo mạch có xung nhịp bus 25 hoặc 33 MHz. OverDrive không có tính cạnh tranh về hiệu năng cũng như giá cả, do đó nó không được phổ biến. 486 trở nên lỗi thời vào đầu năm 1996. Tuy nhiên, ngay cả sau khi dòng vi xử lý Pentium bắt đầu thịch hành, Intel vẫn tiếp tục sản xuất các lõi 486 cho các ứng dụng nhúng trong công nghiệp. Intel dừng sản xuất i486 vào cuối năm 2007.

## Các cải tiến

Kiến trúc của i486DX2

Tập lệnh của i486 rất giống với i386, thêm vào đó là một số lệnh mới như CMPXCHG, một phép so sánh và hoán đổi (compare-and-swap) atomic, và XADD, một lệnh atomic làm tăng giá trị một ô nhớ.
Kiến trúc hiệu năng của i486 là một cải tiến lớn so với i386. Nó tích hợp một cache chung cho cả dữ liệu và lệnh, một bộ đồng xử lý dấu phẩy động (FPU) và giao diện bus được cải tiến. Do có pipeline chặt, các chuỗi lệnh đơn giản như là ALU reg,reg hay ALU reg,im có thể được được xử lý xong trong một chu kỳ đồng hồ. Các cải tiến này giúp ALU của i486 đạt được hiệu năng gấp đôi so với i386. Một chip i486 16 MHz có hiệu năng tương đương với i386 33 MHz.

### Các điểm khác i386
- Cache SRAM 8 KB trên chip (L1) lưu trữ các lệnh và dữ liệu được sử dụng gần đây nhất. i386 không có cache trong nhưng hỗ trợ cache ngoài chip chậm hơn.
- Một giao thức nâng cao cho bus ngoài, cho phép tính nhất quán của cache và một chế độ truy cập bộ nhớ liên tục để lấp đầy một cache line 16 byte trong năm chu kỳ bus. 386 cần tám chu kỳ bus để di chuyển cùng một lượng dữ liệu.
- Pipeline chặt, có thể thực thi một lệnh đơn giản như ALU reg,reg hoặc ALU reg,im mỗi chu kỳ đồng hồ (sau một độ trễ khoảng vài chu kỳ). i386 cần hai chu kỳ đồng hồ.
- FPU tích hợp (bị vô hiệu hóa hoặc không có trong các chip SX) với một bus cục bộ chuyên dụng; cộng với các thuật toán nhanh hơn trên phần cứng tốt hơn so với i387, các phép tính dấu phẩy động được thực hiện nhanh hơn so với tổ hợp i386/i387.
- Hiệu suất cải thiện của bộ quản lý bộ nhớ (MMU).
- Các lệnh mới: XADD, BSWAP, CMPXCHG, INVD, WBINVD, INVLPG.

Giống như trong i386, có thể triển khai một mô hình bộ nhớ phẳng 4 GB. Tất cả các thanh ghi "chọn phân đoạn" có thể được gán một giá trị bất kỳ trong chế độ bảo vệ hoặc được gán 0 trong chế độ thực, và chỉ sử dụng các thanh ghi độ lệch 32-bit như một địa chỉ ảo 32-bit tuyến tính, bỏ qua logic phân đoạn. Các địa chỉ ảo sau đó thường được hệ thống phân trang (paging) gắn lên các địa chỉ thực. (Chế độ thực không có địa chỉ ảo.) Giống i386, việc bỏ qua sự phân đoạn bộ nhớ có thể cải thiện đáng kể hiệu suất của một số hệ điều hành và ứng dụng.
Trên một bo mạch chủ PC điển hình, cần có bốn SIMM 30 chân (8 bit) giống nhau hoặc một SIMM 72 chân (32 bit) cho mỗi bank để phù hợp với bus dữ liệu 32 bit của i486. Bus địa chỉ sử dụng 30-bit (A31..A2) được bổ sung bởi bốn chân chọn byte (thay vì A0,A1), cho phép các lựa chọn bất kỳ 8/16/32-bit. Điều này có nghĩa là giới hạn của không gian bộ nhớ thực cũng là 4 gigabyte (230 32-bit word = 232 8-bit word).

## Dòng i486
Intel bán một số biến thể và các phiên bản i486 khác nhau, phân biệt bởi hậu tố (xem bảng dưới).
Xung nhịp tối đa của các phiên bản Intel dao động từ 16 MHz đến 100 MHz. Các chip i486 16 MHz được sử dụng bởi Dell Computers.
|  | Model            | Xung nhịp của CPU/bus             | Điên thế     | Cache L1* | Ngày ra mắt                            | Ghi chú |
|  | ---------------- | --------------------------------- | ------------ | --------- | -------------------------------------- | --- |
|  | i486DX (P4)      | 20, 25 MHz 33 MHz 50 MHz          | 5 V          | 8 KB WT   | Tháng 4 1989 Tháng 5 1990 Tháng 6 1991 | Phiên bản gốc, không có bộ nhân xung nhịp |
|  | i486SL           | 20, 25, 33 MHz                    | 5 V or 3.3 V | 8 KB WT   | Tháng 11 1992                          | Phiên bản giảm điện của i486DX, với chế độ quản lý hệ thống (System Management Mode). Được sử dụng trong các máy tính xách tay.                                                                                  |
|  | i486SX (P23)     | 16, 20, 25 MHz 33 MHz             | 5 V          | 8 KB WT   | Tháng 9 1991 Tháng 9 1992              | Một chip i486DX với phần xử lý dấu phẩy động (FPU) bị vô hiệu, hoặc không có FPU. |
|  | i486DX2 (P24)    | 40/20, 50/25 MHz 66/33 MHz        | 5 V          | 8 KB WT   | Tháng 3 1992 Tháng 8 1992              | Xung nhịp của lõi gấp đôi xung nhịp của bus hệ thống |
|  | i486DX-S (P4S)   | 33 MHz; 50 MHz                    | 5 V or 3.3 V | 8 KB WT   | Tháng 6 1993                           | SL Enhanced 486DX |
|  | i486DX2-S (P24S) | 40/20 MHz, 50/25 MHz, (66/33 MHz) | 5 V or 3.3 V | 8 KB WT   | Tháng 6 1993                           | |
|  | i486SX-S (P23S)  | 25, 33 MHz                        | 5 V or 3.3 V | 8 KB WT   | Tháng 6 1993                           | SL Enhanced 486SX |
|  | i486SX2          | 50/25, 66/33 MHz                  | 5 V          | 8 KB WT   | Tháng 3 1994                           | Phiên bản SX của DX2 |
|  | IntelDX4 (P24C)  | 75/25, 100/33 MHz                 | 3.3 V        | 16 KB WT  | Tháng 3 1994                           | Xung nhịp của lõi gấp ba lần xung nhịp hệ thống (không phải bốn lần như nhiều người lầm tưởng). Các chip DX4 với cache write-back được khắc laser "&EW" trên bề mặt, còn các chip write-through có ký hiệu "&E". |
|  | i486DX2WB (P24D) | 50/25 MHz, 66/33 MHz              | 5 V          | 8 KB WB   | Tháng 10 1994                          | Có write-back cache. |
|  | IntelDX4WB       | 100/33 MHz                        | 3.3 V        | 16 KB WB  | Tháng 10 1994                          | |
|  | i486DX2 (P24LM)  | 90/30 MHz, 100/33 MHz             | 2.5–2.9 V    | 8 KB WT   | 1994                                   | |
|  | i486GX           | lên tới 33 MHz                    | 3.3 V        | 8 KB WT   |                                        | CPU cho hệ thống nhúng, sự dụng điện năng cực thấp. Nó có tất cả các tính năng của i486SX và bus dữ liệu 16-bit. Dành cho các thiết bị cầm tay hoặc sử dụng pin.                                                 |
*WT = write-through cache, WB = write-back cache

## Sự lỗi thời
AMD Am5x86 và Cyrix Cx5x86 là những bộ xử lý i486 cuối cùng, thường được sử dụng trong các bo mạch chủ i486 thế hệ cuối. Chúng đi kèm với khe cắm PCI và SIMM 72 chân được thiết kế để chạy Windows 95, ngoài ra cũng là các tùy chọn nâng cấp cho các bo mạch chủ 80486. Trong khi Cyrix Cx5x86 dần biến mất khi được thay thế bởi Cyrix 6x86 thì Am5x86 vẫn cần thiết do sự chậm trễ của AMD K5.
Máy tính dựa trên i486 vẫn phổ biến cho đến cuối những năm 1990 như là các dòng PC cấp thấp. Việc sản xuất i486 cho các máy tính để bàn và máy tính xách tay ngừng vào năm 1998, khi Intel giới thiệu thương hiệu Celeron, mặc dù nó vẫn tiếp tục được sản xuất cho các hệ thống nhúng cho đến cuối những năm 2000.
Các máy tính i486 vẫn được sử dụng cho đến đầu những năm 2000, khi mà Windows 95 đến 98 và Windows NT 4.0 là những hệ điều hành cuối cùng của Microsoft chính thức hỗ trợ các máy i486. Windows 2000 có thể chạy trên i486, mặc dù với hiệu suất thấp hơn mức tối ưu, do yêu cầu phần cứng tối thiểu của bộ xử lý Pentium. Khi các hệ điều hành mới hơn xuất hiện, các hệ thống i486 không còn được sử dụng, trừ khi có một yêu cầu về khả năng tương thích ngược với các chương trình cũ hơn (đặc biệt là các trò chơi). Tuy nhiên có thể sử dụng DOSBox có sẵn trên các hệ điều hành sau này để mô phỏng tập lệnh i486, ngoài ra nó còn tương thích hoàn toàn với hầu hết các chương trình trên DOS.
Linux 6 có thể sẽ là nhân Linux cuối cùng hỗ trợ i486.